# Iuri Iankò
Iuri Volodímirovitx Iankò (nascut el 16 d'octubre de 1961), és un director d'orquestra ucraïnès.
Estudià direcció coral en l'Escola de Música de Khàrkiv i en la Universitat Artística de la mateixa ciutat, i també direcció operística i simfònica en l'Acadèmia nacional de Música a Kíev. Entre 1991 i 1994 dirigí l'Orquestra Acadèmica de la Filharmònica de Zaporíjia, després va dirigir l'Orquestra de l'escola de Música de Cambra de Khàrkiv i des de 1994 és el director del Teatre Acadèmic d'Òpera i Ballet de Khàrkiv, des on ha portat als escenaris nombroses produccions. Des de l'any 2001 dirigeix l'Orquestra Estatal de la Filharmònica de Khàrkiv.
L'han aplaudit arreu dels Estats Units, Europa, Àsia i Àfrica. Artista honorífic d'Ucraïna, Ianko ha guanyat molts guardons, entre ells el primer premi del concurs internacional de direcció orquestral de Vakhtang, a Jordània.